# Volta a Portugal de 2022
A 83.ª edição da Volta a Portugal decorreu entre 4 de agosto e 15 de agosto de 2022 com início na cidade de Lisboa e final em Vila Nova de Gaia. O percurso constou de um prólogo e 10 etapas sobre uma distância total de 1560 km.
A corrida faz parte do circuito UCI Europe Tour de 2022 dentro da categoria 2.1 e foi vencida pelo uruguaio Mauricio Moreira da equipa Glassdrive Q8 Anicolor. Completaram o pódio em segundo o português Frederico Figueiredo em terceiro o também português António Carvalho ambos da Glassdrive Q8 Anicolor.

## Equipas
| Equipes ProTeam (4)- Caja Rural-Seguros RGA - Human Powered Health - Burgos-BH - Euskaltel-Euskadi Equipes Continentais (14)- Wildlife Generation Pro Cycling - Java Kiwi Atlántico - Glassdrive-Q8-Anicolor - Trinity Racing - Tavfer-Mortágua-Ovos Matinados - Kelly-Simoldes-UDO - Efapel Cycling - Atum General-Tavira-Maria Nova Hotel - ABTF Betão-Feirense - Aviludo-Louletano-Loulé Concelho - LA Alumínios-Credibom-Marcos Car - BAI-Sicasal-Petro de Luanda - Electro Hiper Europa-Caldas - Rádio Popular-Boavista |
| |

## Etapas
| Etapa   | Data    | Percurso                    | type                      | Distância (km) | Vencedor             | Líder geral          |
| ------- | ------- | --------------------------- | ------------------------- | -------------- | -------------------- | -------------------- |
| Prólogo | 4 ago.  | Lisboa – Lisboa             | contrarrelógio individual | 5,4            | Rafael Reis          | Rafael Reis          |
| 1       | 5 ago.  | Vila Franca de Xira – Elvas | etapa escarpada           | 193,7          | Scott McGill         | Scott McGill         |
| 2       | 6 ago.  | Badajoz – Castelo Branco    | etapa escarpada           | 181,5          | João Matias          | Rafael Reis          |
| 3       | 7 ago.  | Sertã – Alto da Torre       | alta montanha             | 159            | Mauricio Moreira     | Mauricio Moreira     |
| 4       | 8 ago.  | Guarda – concelho de Viseu  | etapa escarpada           | 169,1          | João Matias          | Mauricio Moreira     |
| 5       | 10 ago. | Mealhada – Miranda do Corvo | alta montanha             | 165,7          | Frederico Figueiredo | Frederico Figueiredo |
| 6       | 11 ago. | Águeda – Maia               | etapa escarpada           | 159,9          | Scott McGill         | Frederico Figueiredo |
| 7       | 12 ago. | Santo Tirso – Braga         | etapa escarpada           | 150,1          | Luís Gomes           | Frederico Figueiredo |
| 8       | 13 ago. | Viana do Castelo – Fafe     | etapa escarpada           | 182,4          | Victor Langellotti   | Frederico Figueiredo |
| 9       | 14 ago. | Paredes – Senhora da Graça  | alta montanha             | 174,5          | António Carvalho     | Frederico Figueiredo |
| 10      | 15 ago. | Porto – Vila Nova de Gaia   | contrarrelógio individual | 18,6           | Mauricio Moreira     | Mauricio Moreira     |

## Classificações finais
As classificações finalizaram da seguinte forma:

### Classificação geral
| \| Classificação geral \| Classificação geral \| Classificação geral \| Classificação geral \| Classificação geral \| \| Ciclista \| Ciclista \| Equipe \| Tempo \| \| \| ------------------- \| --------------------- \| ------------------------------------ \| ------------------- \| ------------------- \| \| 1. \| Mauricio Moreira \| Glassdrive-Q8-Anicolor \| 38h38m31s \| \| \| 2. \| Frederico Figueiredo \| Glassdrive-Q8-Anicolor \| + 1m09s \| \| \| 3. \| António Carvalho \| Glassdrive-Q8-Anicolor \| + 2m35s \| \| \| 4. \| Luís Felipe Fernandes \| Rádio Popular-Paredes-Boavista \| + 3m44s \| \| \| 5. \| Alejandro Marque \| Atum General-Tavira-Maria Nova Hotel \| + 5m17s \| \| \| 6. \| André Cardoso \| ABTF Betão-Feirense \| + 7m31s \| \| \| 7. \| Jesús del Pino \| Aviludo-Louletano-Loulé Concelho \| + 9m24s \| \| \| 8. \| Jokin Murguialday \| Caja Rural-Seguros RGA \| + 9m24s \| \| \| 9. \| Txomin Juaristi \| Euskaltel-Euskadi \| + 10m28s \| \| \| 10. \| Henrique Casimiro \| Efapel Cycling \| + 10m58s \| \| |                       |                                      |           |
| |                       |                                      |           |
| Fonte: ProCyclingStats |                       |                                      |           |
| Classificação geral |                       |                                      |           |
| Ciclista | Ciclista              | Equipe                               | Tempo     |
| 1. | Mauricio Moreira      | Glassdrive-Q8-Anicolor               | 38h38m31s |
| 2. | Frederico Figueiredo  | Glassdrive-Q8-Anicolor               | + 1m09s   |
| 3. | António Carvalho      | Glassdrive-Q8-Anicolor               | + 2m35s   |
| 4. | Luís Felipe Fernandes | Rádio Popular-Paredes-Boavista       | + 3m44s   |
| 5. | Alejandro Marque      | Atum General-Tavira-Maria Nova Hotel | + 5m17s   |
| 6. | André Cardoso         | ABTF Betão-Feirense                  | + 7m31s   |
| 7. | Jesús del Pino        | Aviludo-Louletano-Loulé Concelho     | + 9m24s   |
| 8. | Jokin Murguialday     | Caja Rural-Seguros RGA               | + 9m24s   |
| 9. | Txomin Juaristi       | Euskaltel-Euskadi                    | + 10m28s  |
| 10. | Henrique Casimiro     | Efapel Cycling                       | + 10m58s  |

### Classificação por pontos
| Classificação por pontos | Classificação por pontos | Classificação por pontos        | Classificação por pontos | Classificação por pontos |
| Ciclista                 | Ciclista                 | Equipe                          | Pontos                   |                          |
| ------------------------ | ------------------------ | ------------------------------- | ------------------------ | ------------------------ |
| 1.                       | Scott McGill             | Wildlife Generation Pro Cycling | 190 pts                  |                          |
| 2.                       | João Matias              | Tavfer-Mortágua-Ovos Matinados  | 168 pts                  |                          |
| 3.                       | Mauricio Moreira         | Glassdrive-Q8-Anicolor          | 129 pts                  |                          |
| 4.                       | António Carvalho         | Glassdrive-Q8-Anicolor          | 106 pts                  |                          |
| 5.                       | Luís Gomes               | Kelly-Simoldes-UDO              | 73 pts                   |                          |
| 6.                       | Thomas Armstrong         | Electro Hiper Europa-Caldas     | 60 pts                   |                          |
| 7.                       | Frederico Figueiredo     | Glassdrive-Q8-Anicolor          | 51 pts                   |                          |
| 8.                       | António Barbio           | Tavfer-Mortágua-Ovos Matinados  | 50 pts                   |                          |
| 9.                       | Oliver Rees              | Trinity Racing                  | 48 pts                   |                          |
| 10.                      | Joaquim Silva            | Efapel Cycling                  | 42 pts                   |                          |

### Classificação da montanha
| Classificação da montanha | Classificação da montanha | Classificação da montanha            | Classificação da montanha | Classificação da montanha |
| Ciclista                  | Ciclista                  | Equipe                               | Pontos                    |                           |
| ------------------------- | ------------------------- | ------------------------------------ | ------------------------- | ------------------------- |
| 1.                        | Frederico Figueiredo      | Glassdrive-Q8-Anicolor               | 60 pts                    |                           |
| 2.                        | Mauricio Moreira          | Glassdrive-Q8-Anicolor               | 53 pts                    |                           |
| 3.                        | Joaquim Silva             | Efapel Cycling                       | 43 pts                    |                           |
| 4.                        | António Carvalho          | Glassdrive-Q8-Anicolor               | 43 pts                    |                           |
| 5.                        | Luís Felipe Fernandes     | Rádio Popular-Paredes-Boavista       | 42 pts                    |                           |
| 6.                        | Alejandro Marque          | Atum General-Tavira-Maria Nova Hotel | 33 pts                    |                           |
| 7.                        | Luís Gomes                | Kelly-Simoldes-UDO                   | 33 pts                    |                           |
| 8.                        | André Cardoso             | ABTF Betão-Feirense                  | 27 pts                    |                           |
| 9.                        | Fabio Costa               | Glassdrive-Q8-Anicolor               | 26 pts                    |                           |
| 10.                       | Asier Etxeberria          | Euskaltel-Euskadi                    | 21 pts                    |                           |

### Classificação dos jovens
| Classificação dos jovens | Classificação dos jovens | Classificação dos jovens         | Classificação dos jovens | Classificação dos jovens |
| Ciclista                 | Ciclista                 | Equipe                           | Tempo                    |                          |
| ------------------------ | ------------------------ | -------------------------------- | ------------------------ | ------------------------ |
| 1.                       | Jokin Murguialday        | Caja Rural-Seguros RGA           | 38h47m55s                |                          |
| 2.                       | Hélder Gonçalves         | Kelly-Simoldes-UDO               | + 6m27s                  |                          |
| 3.                       | João Medeiros            | LA Alumínios-Credibom-Marcos Car | + 8m59s                  |                          |
| 4.                       | Xabier Isasa             | Euskaltel-Euskadi                | + 22m35s                 |                          |
| 5.                       | Pedro Andrade            | Efapel Cycling                   | + 29m42s                 |                          |
| 6.                       | Rúben Simão              | LA Alumínios-Credibom-Marcos Car | + 53m17s                 |                          |
| 7.                       | Afonso Silva             | Kelly-Simoldes-UDO               | + 55m12s                 |                          |
| 8.                       | Joseba López             | Caja Rural-Seguros RGA           | + 55m49s                 |                          |
| 9.                       | Oliver Rees              | Trinity Racing                   | + 1h12m46s               |                          |
| 10.                      | Mario Aparicio           | Burgos-BH                        | + 1h15m12s               |                          |

### Classificação por equipas
| Classificação por equipes | Classificação por equipes            | Classificação por equipes | Classificação por equipes |
| Equipe                    | Equipe                               | Tempo                     |                           |
| ------------------------- | ------------------------------------ | ------------------------- | ------------------------- |
| 1.                        | Glassdrive-Q8-Anicolor               | 115h58m36s                |                           |
| 2.                        | Atum General-Tavira-Maria Nova Hotel | + 19m47s                  |                           |
| 3.                        | Rádio Popular-Paredes-Boavista       | + 42m19s                  |                           |
| 4.                        | Euskaltel-Euskadi                    | + 48m40s                  |                           |
| 5.                        | Tavfer-Mortágua-Ovos Matinados       | + 50m39s                  |                           |
| 6.                        | Caja Rural-Seguros RGA               | + 55m01s                  |                           |
| 7.                        | ABTF Betão-Feirense                  | + 57m03s                  |                           |
| 8.                        | Kelly-Simoldes-UDO                   | + 58m12s                  |                           |
| 9.                        | Aviludo-Louletano-Loulé Concelho     | + 1h05m24s                |                           |
| 10.                       | Efapel Cycling                       | + 1h16m04s                |                           |

## Evolução das classificações
| Etapa   |                           | Vencedor _           | Classificação geral  | Prêmio por pontos | Prêmio de montanha   | Juventude _       | Equipes _              |
| ------- | ------------------------- | -------------------- | -------------------- | ----------------- | -------------------- | ----------------- | ---------------------- |
| Prólogo | contrarrelógio individual | Rafael Reis          | Rafael Reis          | não atribuído     | não atribuído        | Oliver Rees       | Glassdrive-Q8-Anicolor |
| 1       | etapa escarpada           | Scott McGill         | Scott McGill         | Scott McGill      | Hugo Nunes           | Oliver Rees       | Glassdrive-Q8-Anicolor |
| 2       | etapa escarpada           | João Matias          | Rafael Reis          | Scott McGill      | Edwin Torres         | Oliver Rees       | Glassdrive-Q8-Anicolor |
| 3       | alta montanha             | Mauricio Moreira     | Mauricio Moreira     | Scott McGill      | Mauricio Moreira     | Jokin Murguialday | Glassdrive-Q8-Anicolor |
| 4       | etapa escarpada           | João Matias          | Mauricio Moreira     | João Matias       | Mauricio Moreira     | Jokin Murguialday | Glassdrive-Q8-Anicolor |
| 5       | alta montanha             | Frederico Figueiredo | Frederico Figueiredo | João Matias       | Mauricio Moreira     | Jokin Murguialday | Glassdrive-Q8-Anicolor |
| 6       | etapa escarpada           | Scott McGill         | Frederico Figueiredo | Scott McGill      | Mauricio Moreira     | Jokin Murguialday | Glassdrive-Q8-Anicolor |
| 7       | etapa escarpada           | Luís Gomes           | Frederico Figueiredo | Scott McGill      | Mauricio Moreira     | Jokin Murguialday | Glassdrive-Q8-Anicolor |
| 8       | etapa escarpada           | Victor Langellotti   | Frederico Figueiredo | Scott McGill      | Mauricio Moreira     | Jokin Murguialday | Glassdrive-Q8-Anicolor |
| 9       | alta montanha             | António Carvalho     | Frederico Figueiredo | Scott McGill      | Frederico Figueiredo | Jokin Murguialday | Glassdrive-Q8-Anicolor |
| 10      | contrarrelógio individual | Mauricio Moreira     | Mauricio Moreira     | Scott McGill      | Frederico Figueiredo | Jokin Murguialday | Glassdrive-Q8-Anicolor |
| Final   | Final                     |                      | Mauricio Moreira     | Scott McGill      | Frederico Figueiredo | Jokin Murguialday | Glassdrive-Q8-Anicolor |

## UCI World Ranking
A Volta a Portugal outorgou pontos para o UCI World Ranking para corredores das equipas nas categorias UCI WorldTeam, UCI ProTeam e Continental. As seguintes tabelas são o barómetro de pontuação e os 10 corredores que obtiveram mais pontos:
| Posição             | 1.º | 2.º | 3.º | 4.º | 5.º | 6.º | 7.º | 8.º | 9.º | 10.º | 11.º | 12.º | 13.º-15.º | 16.º-25.º |
| Classificação geral | 125 | 85  | 70  | 60  | 50  | 40  | 35  | 30  | 25  | 20   | 15   | 10   | 5         | 3         |
| Por etapa           | 14  | 5   | 3   |     |     |     |     |     |     |      |      |      |           |           |
| Líder               | 3   |     |     |     |     |     |     |     |     |      |      |      |           |           |

| Classificação |                            |                                      |       |       |       |       |
| Posição       | Ciclista                   | Equipa                               | Geral | Etapa | Líder | Total |
| ------------- | -------------------------- | ------------------------------------ | ----- | ----- | ----- | ----- |
| 1.º           | Mauricio Moreira           | Glassdrive Q8 Anicolor               | 125   | 10    | 6     | 141   |
| 2.º           | Frederico Figueiredo       | Glassdrive Q8 Anicolor               | 85    | 32    | -     | 117   |
| 3.º           | António Carvalho           | Glassdrive Q8 Anicolor               | 70    | 14    | 9     | 93    |
| 4.º           | Luís Fernandes             | Radio Popular-Paredes-Boavista       | 3     | 56    | 12    | 71    |
| 5.º           | Alejandro Marque           | Atum General-Tavira-Maria Nova Hotel | 60    | 8     | -     | 68    |
| 6.º           | Delio Fernández Figueiredo | Atum General-Tavira-Maria Nova Hotel | 50    | 14    | -     | 64    |
| 7.º           | Andre Cardoso              | ABTF Betão-Feirense                  | 40    | 3     | -     | 43    |
| 8.º           | Jesus Del Pino             | Aviludo-Louletano-Loulé Concelho     | 35    | 5     | -     | 40    |
| 9.º           | Jokin Murguialday          | Caja Rural-Seguros RGA               | 30    | -     | -     | 30    |
| 10.º          | Txomin Juaristi            | Euskatel-Euskadi                     | -     | 28    | -     | 28    |

## Ciclistas participantes e posições finais
| Caja Rural-Seguros RGA CJR | Caja Rural-Seguros RGA CJR     | Caja Rural-Seguros RGA CJR |
| -------------------------- | ------------------------------ | -------------------------- |
| Num                        | Ciclista                       | Pos                        |
| 1                          | Jhojan García (COL)            | 68.                        |
| 2                          | Juan Fernando Calle (COL)      | DNF-2                      |
| 3                          | Calum Johnston (GBR)           | 28.                        |
| 4                          | Yesid Pira (COL)               | 17.                        |
| 5                          | Jokin Murguialday (ESP)        | 9.                         |
| 6                          | Andoni López de Abetxuko (ESP) | 67.                        |
| 7                          | Joseba López (ESP)             | 59.                        |

| Human Powered Health HPM | Human Powered Health HPM       | Human Powered Health HPM |
| ------------------------ | ------------------------------ | ------------------------ |
| Num                      | Ciclista                       | Pos                      |
| 11                       | Robin Carpenter (USA)          | 64.                      |
| 12                       | Adam de Vos (CAN)              | NP-6                     |
| 13                       | Gage Hecht (USA)               | NP-0                     |
| 14                       | Kyle Murphy (USA)              | 86.                      |
| 15                       | Joey Rosskopf (USA)            | 43.                      |
| 16                       | Keegan Swirbul (USA)           | 33.                      |
| 17                       | Charles-Étienne Chrétien (CAN) | 60.                      |

| Burgos-BH BBH | Burgos-BH BBH                  | Burgos-BH BBH |
| ------------- | ------------------------------ | ------------- |
| Num           | Ciclista                       | Pos           |
| 21            | Juan Antonio López-Cózar (ESP) | 73.           |
| 22            | Mario Aparicio (ESP)           | 72.           |
| 23            | Óscar Pelegrí (ESP)            | 88.           |
| 24            | Victor Langellotti (MON)       | 37.           |
| 25            | Adrià Moreno (ESP)             | 29.           |
| 26            | Pelayo Sánchez (ESP)           |               |
| 27            | Alex Molenaar (NED)            | 77.           |

| Euskaltel-Euskadi EUS | Euskaltel-Euskadi EUS  | Euskaltel-Euskadi EUS |
| --------------------- | ---------------------- | --------------------- |
| Num                   | Ciclista               | Pos                   |
| 31                    | Juan José Lobato (ESP) | 84.                   |
| 32                    | Unai Cuadrado (ESP)    | 19.                   |
| 33                    | Txomin Juaristi (ESP)  | 10.                   |
| 34                    | Peio Goikoetxea (ESP)  | DNF-8                 |
| 35                    | Asier Etxeberria (ESP) | 51.                   |
| 36                    | Unai Iribar (ESP)      | 65.                   |
| 37                    | Xabier Isasa (ESP)     | 26.                   |

| Wildlife Generation Pro Cycling WGC | Wildlife Generation Pro Cycling WGC | Wildlife Generation Pro Cycling WGC |
| ----------------------------------- | ----------------------------------- | ----------------------------------- |
| Num                                 | Ciclista                            | Pos                                 |
| 42                                  | Kent Ross (USA)                     | 70.                                 |
| 43                                  | Jonathan Clarke (AUS)               | 96.                                 |
| 44                                  | Noah Granigan (USA)                 | DNF-2                               |
| 45                                  | Scott McGill (USA)                  | 66.                                 |
| 46                                  | Corma McGeough (IRL)                | 93.                                 |
| 47                                  | Ulises Castillo (MEX)               | 83.                                 |

| Java Kiwi Atlántico JAV | Java Kiwi Atlántico JAV   | Java Kiwi Atlántico JAV |
| ----------------------- | ------------------------- | ----------------------- |
| Num                     | Ciclista                  | Pos                     |
| 51                      | Xavier Cañellas (ESP)     | DQ-3                    |
| 52                      | Roberto González (PAN)    | 32.                     |
| 53                      | Alessio Gasparini (ITA)   | 103.                    |
| 54                      | Nikiforos Arvanitou (GRE) | 99.                     |
| 55                      | Edwin Torres (VEN)        | DNF-7                   |
| 56                      | Yuki Ishihara (JPN)       | 104.                    |
| 57                      | José Bruzual (VEN)        | 102.                    |

| Glassdrive-Q8-Anicolor GCT | Glassdrive-Q8-Anicolor GCT | Glassdrive-Q8-Anicolor GCT |
| -------------------------- | -------------------------- | -------------------------- |
| Num                        | Ciclista                   | Pos                        |
| 61                         | Frederico Figueiredo (POR) | 2.                         |
| 62                         | António Carvalho (POR)     | 3.                         |
| 63                         | Fabio Costa (POR)          | 74.                        |
| 64                         | Javier Moreno (ESP)        | 45.                        |
| 65                         | Afonso Eulálio (POR)       | 101.                       |
| 66                         | Rafael Reis (POR)          | 97.                        |
| 67                         | Mauricio Moreira (URU)     | 1.                         |

| Trinity Racing TRI | Trinity Racing TRI        | Trinity Racing TRI |
| ------------------ | ------------------------- | ------------------ |
| Num                | Ciclista                  | Pos                |
| 71                 | Oliver Rees (GBR)         | 71.                |
| 72                 | Carter Turnbull (AUS)     | DNF-3              |
| 73                 | Max Walker (GBR)          | DNF-4              |
| 74                 | Siebe Roesems (BEL)       | DNF-3              |
| 75                 | Camilo Andres Gomez (COL) | 80.                |
| 76                 | Lukas Nerurkar (GBR)      | DNF-4              |
| 77                 | Fergus Browning (AUS)     | DNF-3              |

| Efapel Cycling EFL | Efapel Cycling EFL        | Efapel Cycling EFL |
| ------------------ | ------------------------- | ------------------ |
| Num                | Ciclista                  | Pos                |
| 81                 | Joaquim Silva (POR)       | 54.                |
| 82                 | Tiago Antunes (POR)       | 38.                |
| 83                 | Pedro Andrade (POR)       | 34.                |
| 84                 | Francisco Guerreiro (POR) | DNF-2              |
| 85                 | Henrique Casimiro (POR)   | 11.                |
| 86                 | Gaspar Gonçalves (POR)    | 91.                |
| 87                 | Rafael Silva (POR)        | 63.                |

| Tavfer-Mortágua-Ovos Matinados TAV | Tavfer-Mortágua-Ovos Matinados TAV | Tavfer-Mortágua-Ovos Matinados TAV |
| ---------------------------------- | ---------------------------------- | ---------------------------------- |
| Num                                | Ciclista                           | Pos                                |
| 91                                 | Bruno Silva (POR)                  | 22.                                |
| 92                                 | João Matias (POR)                  | 94.                                |
| 93                                 | António Barbio (POR)               | 79.                                |
| 94                                 | Gonçalo Carvalho (POR)             | 21.                                |
| 95                                 | Gonçalo Amado (POR)                | 75.                                |
| 96                                 | Ángel Sánchez Rebollido (ESP)      | 13.                                |
| 97                                 | Rui Carvalho (POR)                 | 57.                                |

| Kelly-Simoldes-UDO KSU | Kelly-Simoldes-UDO KSU  | Kelly-Simoldes-UDO KSU |
| ---------------------- | ----------------------- | ---------------------- |
| Num                    | Ciclista                | Pos                    |
| 101                    | César Fonte (POR)       | 41.                    |
| 102                    | Luís Gomes (POR)        | 14.                    |
| 103                    | Afonso Silva (POR)      | 58.                    |
| 104                    | Adrián Bustamante (COL) | DNF-3                  |
| 105                    | António Ferreira (POR)  | 82.                    |
| 106                    | Hélder Gonçalves (POR)  | 15.                    |
| 107                    | José Sousa (POR)        | 78.                    |

| Electro Hiper Europa-Caldas EHE | Electro Hiper Europa-Caldas EHE | Electro Hiper Europa-Caldas EHE |
| ------------------------------- | ------------------------------- | ------------------------------- |
| Num                             | Ciclista                        | Pos                             |
| 111                             | Juan Esteban Guerrero (COL)     | 89.                             |
| 112                             | Pablo Alonso Montes (ESP)       | 85.                             |
| 113                             | Marcos Jurado (ESP)             | 56.                             |
| 114                             | Mateu Estelrich (ESP)           | 87.                             |
| 115                             | José María García (ESP)         | 52.                             |
| 116                             | Heberth Gutiérrez (COL)         | DNF-8                           |
| 117                             | Thomas Armstrong (GBR)          | 24.                             |

| Rádio Popular-Paredes-Boavista RPB | Rádio Popular-Paredes-Boavista RPB | Rádio Popular-Paredes-Boavista RPB |
| ---------------------------------- | ---------------------------------- | ---------------------------------- |
| Num                                | Ciclista                           | Pos                                |
| 121                                | Tiago Machado (POR)                | 40.                                |
| 122                                | Guillermo García Janeiro (ESP)     | 98.                                |
| 123                                | Luís Felipe Fernandes (POR)        | 4.                                 |
| 124                                | Hugo Nunes (POR)                   | 23.                                |
| 125                                | Vicente Hernaiz (ESP)              | 62.                                |
| 126                                | Alberto Gallego (ESP)              | 25.                                |
| 127                                | César Martingil (POR)              | 95.                                |

| Atum General-Tavira-Maria Nova Hotel ATM | Atum General-Tavira-Maria Nova Hotel ATM | Atum General-Tavira-Maria Nova Hotel ATM |
| ---------------------------------------- | ---------------------------------------- | ---------------------------------------- |
| Num                                      | Ciclista                                 | Pos                                      |
| 131                                      | Alejandro Marque (ESP)                   | 5.                                       |
| 132                                      | Delio Fernández (ESP)                    | 6.                                       |
| 133                                      | David Livramento (POR)                   | 76.                                      |
| 134                                      | Rafael Lourenço (POR)                    | 69.                                      |
| 135                                      | Emanuel Duarte (POR)                     | 12.                                      |
| 136                                      | Álvaro Trueba (ESP)                      |                                          |
| 137                                      | Alexander Grigoriev (RUS)                | 13.                                      |

| ABTF Betão-Feirense CDF | ABTF Betão-Feirense CDF   | ABTF Betão-Feirense CDF |
| ----------------------- | ------------------------- | ----------------------- |
| Num                     | Ciclista                  | Pos                     |
| 141                     | André Cardoso (POR)       | 7.                      |
| 142                     | Fábio Oliveira (POR)      | 61.                     |
| 143                     | Micael Isidoro (POR)      | 90.                     |
| 144                     | Ivo Pinheiro (POR)        | 50.                     |
| 145                     | Viktor Manakov (RUS)      | DNF-3                   |
| 146                     | Venceslau Fernandes (POR) | 20.                     |
| 147                     | Márcio Barbosa (POR)      | 30.                     |

| Aviludo-Louletano-Loulé Concelho AVL | Aviludo-Louletano-Loulé Concelho AVL | Aviludo-Louletano-Loulé Concelho AVL |
| ------------------------------------ | ------------------------------------ | ------------------------------------ |
| Num                                  | Ciclista                             | Pos                                  |
| 151                                  | Vicente García de Mateos (ESP)       | 36.                                  |
| 152                                  | Carlos Oyarzun (CHI)                 | 44.                                  |
| 153                                  | Jesús del Pino (ESP)                 | 8.                                   |
| 154                                  | José Mendes (POR)                    | 48.                                  |
| 155                                  | Nuno Meireles (POR)                  | 42.                                  |
| 156                                  | Tomás Contte (ARG)                   | 100.                                 |
| 157                                  | Rui Rodrigues (POR)                  | 37.                                  |

| LA Alumínios-Credibom-Marcos Car LAA | LA Alumínios-Credibom-Marcos Car LAA | LA Alumínios-Credibom-Marcos Car LAA |
| ------------------------------------ | ------------------------------------ | ------------------------------------ |
| Num                                  | Ciclista                             | Pos                                  |
| 161                                  | André Ramalho (POR)                  | 46.                                  |
| 162                                  | Gonçalo Leaça (POR)                  | 27.                                  |
| 163                                  | João Medeiros (POR)                  | 18.                                  |
| 164                                  | Rodrigo Caixas (POR)                 | 81.                                  |
| 165                                  | João Macedo (POR)                    | 92.                                  |
| 166                                  | Francisco Marques (POR)              | DNF-6                                |
| 167                                  | Rúben Simão (POR)                    | 55.                                  |

| BAI-Sicasal-Petro de Luanda BSP | BAI-Sicasal-Petro de Luanda BSP | BAI-Sicasal-Petro de Luanda BSP |
| ------------------------------- | ------------------------------- | ------------------------------- |
| Num                             | Ciclista                        | Pos                             |
| 171                             | Igor Silva (ANG)                | 105.                            |
| 172                             | José Tuto Cruz (ANG)            | DNF-8                           |
| 173                             | Mauro Rato (ESP)                | 53.                             |
| 174                             | Eric Fagúndez (URU)             | 31.                             |
| 175                             | Mikel Mujika (ESP)              | 49.                             |
| 176                             | Iñigo Gonzalez (ESP)            | DNF-8                           |
| 177                             | Barry Miller (USA)              | 16.                             |

| Caja Rural-Seguros RGA CJR | Caja Rural-Seguros RGA CJR     | Caja Rural-Seguros RGA CJR |
| -------------------------- | ------------------------------ | -------------------------- |
| Num                        | Ciclista                       | Pos                        |
| 1                          | Jhojan García (COL)            | 68.                        |
| 2                          | Juan Fernando Calle (COL)      | DNF-2                      |
| 3                          | Calum Johnston (GBR)           | 28.                        |
| 4                          | Yesid Pira (COL)               | 17.                        |
| 5                          | Jokin Murguialday (ESP)        | 9.                         |
| 6                          | Andoni López de Abetxuko (ESP) | 67.                        |
| 7                          | Joseba López (ESP)             | 59.                        |

| Human Powered Health HPM | Human Powered Health HPM       | Human Powered Health HPM |
| ------------------------ | ------------------------------ | ------------------------ |
| Num                      | Ciclista                       | Pos                      |
| 11                       | Robin Carpenter (USA)          | 64.                      |
| 12                       | Adam de Vos (CAN)              | NP-6                     |
| 13                       | Gage Hecht (USA)               | NP-0                     |
| 14                       | Kyle Murphy (USA)              | 86.                      |
| 15                       | Joey Rosskopf (USA)            | 43.                      |
| 16                       | Keegan Swirbul (USA)           | 33.                      |
| 17                       | Charles-Étienne Chrétien (CAN) | 60.                      |

| Burgos-BH BBH | Burgos-BH BBH                  | Burgos-BH BBH |
| ------------- | ------------------------------ | ------------- |
| Num           | Ciclista                       | Pos           |
| 21            | Juan Antonio López-Cózar (ESP) | 73.           |
| 22            | Mario Aparicio (ESP)           | 72.           |
| 23            | Óscar Pelegrí (ESP)            | 88.           |
| 24            | Victor Langellotti (MON)       | 37.           |
| 25            | Adrià Moreno (ESP)             | 29.           |
| 26            | Pelayo Sánchez (ESP)           |               |
| 27            | Alex Molenaar (NED)            | 77.           |

| Euskaltel-Euskadi EUS | Euskaltel-Euskadi EUS  | Euskaltel-Euskadi EUS |
| --------------------- | ---------------------- | --------------------- |
| Num                   | Ciclista               | Pos                   |
| 31                    | Juan José Lobato (ESP) | 84.                   |
| 32                    | Unai Cuadrado (ESP)    | 19.                   |
| 33                    | Txomin Juaristi (ESP)  | 10.                   |
| 34                    | Peio Goikoetxea (ESP)  | DNF-8                 |
| 35                    | Asier Etxeberria (ESP) | 51.                   |
| 36                    | Unai Iribar (ESP)      | 65.                   |
| 37                    | Xabier Isasa (ESP)     | 26.                   |

| Wildlife Generation Pro Cycling WGC | Wildlife Generation Pro Cycling WGC | Wildlife Generation Pro Cycling WGC |
| ----------------------------------- | ----------------------------------- | ----------------------------------- |
| Num                                 | Ciclista                            | Pos                                 |
| 42                                  | Kent Ross (USA)                     | 70.                                 |
| 43                                  | Jonathan Clarke (AUS)               | 96.                                 |
| 44                                  | Noah Granigan (USA)                 | DNF-2                               |
| 45                                  | Scott McGill (USA)                  | 66.                                 |
| 46                                  | Corma McGeough (IRL)                | 93.                                 |
| 47                                  | Ulises Castillo (MEX)               | 83.                                 |

| Java Kiwi Atlántico JAV | Java Kiwi Atlántico JAV   | Java Kiwi Atlántico JAV |
| ----------------------- | ------------------------- | ----------------------- |
| Num                     | Ciclista                  | Pos                     |
| 51                      | Xavier Cañellas (ESP)     | DQ-3                    |
| 52                      | Roberto González (PAN)    | 32.                     |
| 53                      | Alessio Gasparini (ITA)   | 103.                    |
| 54                      | Nikiforos Arvanitou (GRE) | 99.                     |
| 55                      | Edwin Torres (VEN)        | DNF-7                   |
| 56                      | Yuki Ishihara (JPN)       | 104.                    |
| 57                      | José Bruzual (VEN)        | 102.                    |

| Glassdrive-Q8-Anicolor GCT | Glassdrive-Q8-Anicolor GCT | Glassdrive-Q8-Anicolor GCT |
| -------------------------- | -------------------------- | -------------------------- |
| Num                        | Ciclista                   | Pos                        |
| 61                         | Frederico Figueiredo (POR) | 2.                         |
| 62                         | António Carvalho (POR)     | 3.                         |
| 63                         | Fabio Costa (POR)          | 74.                        |
| 64                         | Javier Moreno (ESP)        | 45.                        |
| 65                         | Afonso Eulálio (POR)       | 101.                       |
| 66                         | Rafael Reis (POR)          | 97.                        |
| 67                         | Mauricio Moreira (URU)     | 1.                         |

| Trinity Racing TRI | Trinity Racing TRI        | Trinity Racing TRI |
| ------------------ | ------------------------- | ------------------ |
| Num                | Ciclista                  | Pos                |
| 71                 | Oliver Rees (GBR)         | 71.                |
| 72                 | Carter Turnbull (AUS)     | DNF-3              |
| 73                 | Max Walker (GBR)          | DNF-4              |
| 74                 | Siebe Roesems (BEL)       | DNF-3              |
| 75                 | Camilo Andres Gomez (COL) | 80.                |
| 76                 | Lukas Nerurkar (GBR)      | DNF-4              |
| 77                 | Fergus Browning (AUS)     | DNF-3              |

| Efapel Cycling EFL | Efapel Cycling EFL        | Efapel Cycling EFL |
| ------------------ | ------------------------- | ------------------ |
| Num                | Ciclista                  | Pos                |
| 81                 | Joaquim Silva (POR)       | 54.                |
| 82                 | Tiago Antunes (POR)       | 38.                |
| 83                 | Pedro Andrade (POR)       | 34.                |
| 84                 | Francisco Guerreiro (POR) | DNF-2              |
| 85                 | Henrique Casimiro (POR)   | 11.                |
| 86                 | Gaspar Gonçalves (POR)    | 91.                |
| 87                 | Rafael Silva (POR)        | 63.                |

| Tavfer-Mortágua-Ovos Matinados TAV | Tavfer-Mortágua-Ovos Matinados TAV | Tavfer-Mortágua-Ovos Matinados TAV |
| ---------------------------------- | ---------------------------------- | ---------------------------------- |
| Num                                | Ciclista                           | Pos                                |
| 91                                 | Bruno Silva (POR)                  | 22.                                |
| 92                                 | João Matias (POR)                  | 94.                                |
| 93                                 | António Barbio (POR)               | 79.                                |
| 94                                 | Gonçalo Carvalho (POR)             | 21.                                |
| 95                                 | Gonçalo Amado (POR)                | 75.                                |
| 96                                 | Ángel Sánchez Rebollido (ESP)      | 13.                                |
| 97                                 | Rui Carvalho (POR)                 | 57.                                |

| Kelly-Simoldes-UDO KSU | Kelly-Simoldes-UDO KSU  | Kelly-Simoldes-UDO KSU |
| ---------------------- | ----------------------- | ---------------------- |
| Num                    | Ciclista                | Pos                    |
| 101                    | César Fonte (POR)       | 41.                    |
| 102                    | Luís Gomes (POR)        | 14.                    |
| 103                    | Afonso Silva (POR)      | 58.                    |
| 104                    | Adrián Bustamante (COL) | DNF-3                  |
| 105                    | António Ferreira (POR)  | 82.                    |
| 106                    | Hélder Gonçalves (POR)  | 15.                    |
| 107                    | José Sousa (POR)        | 78.                    |

| Electro Hiper Europa-Caldas EHE | Electro Hiper Europa-Caldas EHE | Electro Hiper Europa-Caldas EHE |
| ------------------------------- | ------------------------------- | ------------------------------- |
| Num                             | Ciclista                        | Pos                             |
| 111                             | Juan Esteban Guerrero (COL)     | 89.                             |
| 112                             | Pablo Alonso Montes (ESP)       | 85.                             |
| 113                             | Marcos Jurado (ESP)             | 56.                             |
| 114                             | Mateu Estelrich (ESP)           | 87.                             |
| 115                             | José María García (ESP)         | 52.                             |
| 116                             | Heberth Gutiérrez (COL)         | DNF-8                           |
| 117                             | Thomas Armstrong (GBR)          | 24.                             |

| Rádio Popular-Paredes-Boavista RPB | Rádio Popular-Paredes-Boavista RPB | Rádio Popular-Paredes-Boavista RPB |
| ---------------------------------- | ---------------------------------- | ---------------------------------- |
| Num                                | Ciclista                           | Pos                                |
| 121                                | Tiago Machado (POR)                | 40.                                |
| 122                                | Guillermo García Janeiro (ESP)     | 98.                                |
| 123                                | Luís Felipe Fernandes (POR)        | 4.                                 |
| 124                                | Hugo Nunes (POR)                   | 23.                                |
| 125                                | Vicente Hernaiz (ESP)              | 62.                                |
| 126                                | Alberto Gallego (ESP)              | 25.                                |
| 127                                | César Martingil (POR)              | 95.                                |

| Atum General-Tavira-Maria Nova Hotel ATM | Atum General-Tavira-Maria Nova Hotel ATM | Atum General-Tavira-Maria Nova Hotel ATM |
| ---------------------------------------- | ---------------------------------------- | ---------------------------------------- |
| Num                                      | Ciclista                                 | Pos                                      |
| 131                                      | Alejandro Marque (ESP)                   | 5.                                       |
| 132                                      | Delio Fernández (ESP)                    | 6.                                       |
| 133                                      | David Livramento (POR)                   | 76.                                      |
| 134                                      | Rafael Lourenço (POR)                    | 69.                                      |
| 135                                      | Emanuel Duarte (POR)                     | 12.                                      |
| 136                                      | Álvaro Trueba (ESP)                      |                                          |
| 137                                      | Alexander Grigoriev (RUS)                | 13.                                      |

| ABTF Betão-Feirense CDF | ABTF Betão-Feirense CDF   | ABTF Betão-Feirense CDF |
| ----------------------- | ------------------------- | ----------------------- |
| Num                     | Ciclista                  | Pos                     |
| 141                     | André Cardoso (POR)       | 7.                      |
| 142                     | Fábio Oliveira (POR)      | 61.                     |
| 143                     | Micael Isidoro (POR)      | 90.                     |
| 144                     | Ivo Pinheiro (POR)        | 50.                     |
| 145                     | Viktor Manakov (RUS)      | DNF-3                   |
| 146                     | Venceslau Fernandes (POR) | 20.                     |
| 147                     | Márcio Barbosa (POR)      | 30.                     |

| Aviludo-Louletano-Loulé Concelho AVL | Aviludo-Louletano-Loulé Concelho AVL | Aviludo-Louletano-Loulé Concelho AVL |
| ------------------------------------ | ------------------------------------ | ------------------------------------ |
| Num                                  | Ciclista                             | Pos                                  |
| 151                                  | Vicente García de Mateos (ESP)       | 36.                                  |
| 152                                  | Carlos Oyarzun (CHI)                 | 44.                                  |
| 153                                  | Jesús del Pino (ESP)                 | 8.                                   |
| 154                                  | José Mendes (POR)                    | 48.                                  |
| 155                                  | Nuno Meireles (POR)                  | 42.                                  |
| 156                                  | Tomás Contte (ARG)                   | 100.                                 |
| 157                                  | Rui Rodrigues (POR)                  | 37.                                  |

| LA Alumínios-Credibom-Marcos Car LAA | LA Alumínios-Credibom-Marcos Car LAA | LA Alumínios-Credibom-Marcos Car LAA |
| ------------------------------------ | ------------------------------------ | ------------------------------------ |
| Num                                  | Ciclista                             | Pos                                  |
| 161                                  | André Ramalho (POR)                  | 46.                                  |
| 162                                  | Gonçalo Leaça (POR)                  | 27.                                  |
| 163                                  | João Medeiros (POR)                  | 18.                                  |
| 164                                  | Rodrigo Caixas (POR)                 | 81.                                  |
| 165                                  | João Macedo (POR)                    | 92.                                  |
| 166                                  | Francisco Marques (POR)              | DNF-6                                |
| 167                                  | Rúben Simão (POR)                    | 55.                                  |

| BAI-Sicasal-Petro de Luanda BSP | BAI-Sicasal-Petro de Luanda BSP | BAI-Sicasal-Petro de Luanda BSP |
| ------------------------------- | ------------------------------- | ------------------------------- |
| Num                             | Ciclista                        | Pos                             |
| 171                             | Igor Silva (ANG)                | 105.                            |
| 172                             | José Tuto Cruz (ANG)            | DNF-8                           |
| 173                             | Mauro Rato (ESP)                | 53.                             |
| 174                             | Eric Fagúndez (URU)             | 31.                             |
| 175                             | Mikel Mujika (ESP)              | 49.                             |
| 176                             | Iñigo Gonzalez (ESP)            | DNF-8                           |
| 177                             | Barry Miller (USA)              | 16.                             |

Convenções:
- DES-N: Desclassificado ou expulsado na etapa "N"